# بالانگرا
بالانگرا (اسپانیایی: Balanegra‎) دهستانی در استان آلمریا واقع در بخش‌های خودمختار اندلس است. در سال ۲۰۲۳ این منطقه مسکونی ۳٬۰۱۸ نفر جمعیت داشت.
بالانگرا تا ژوئن ۲۰۱۵ یک «نهاد خودمختار محلی» در شهرداری برخا بود، تا اینکه به یک شهرداری مستقل تبدیل شد.